# 舌状台地
舌状台地（ぜつじょうだいち）は、 台地が平地に臨む末端の部分で、舌のような形状で平地側に突き出した形となり、ある特定の方向では本体の台地に連続しているものの、他の三方は崖や斜面などを成して低地に面しているような地形。形状による呼称であり、規模や成因が異なるものが、この表現で言及される。

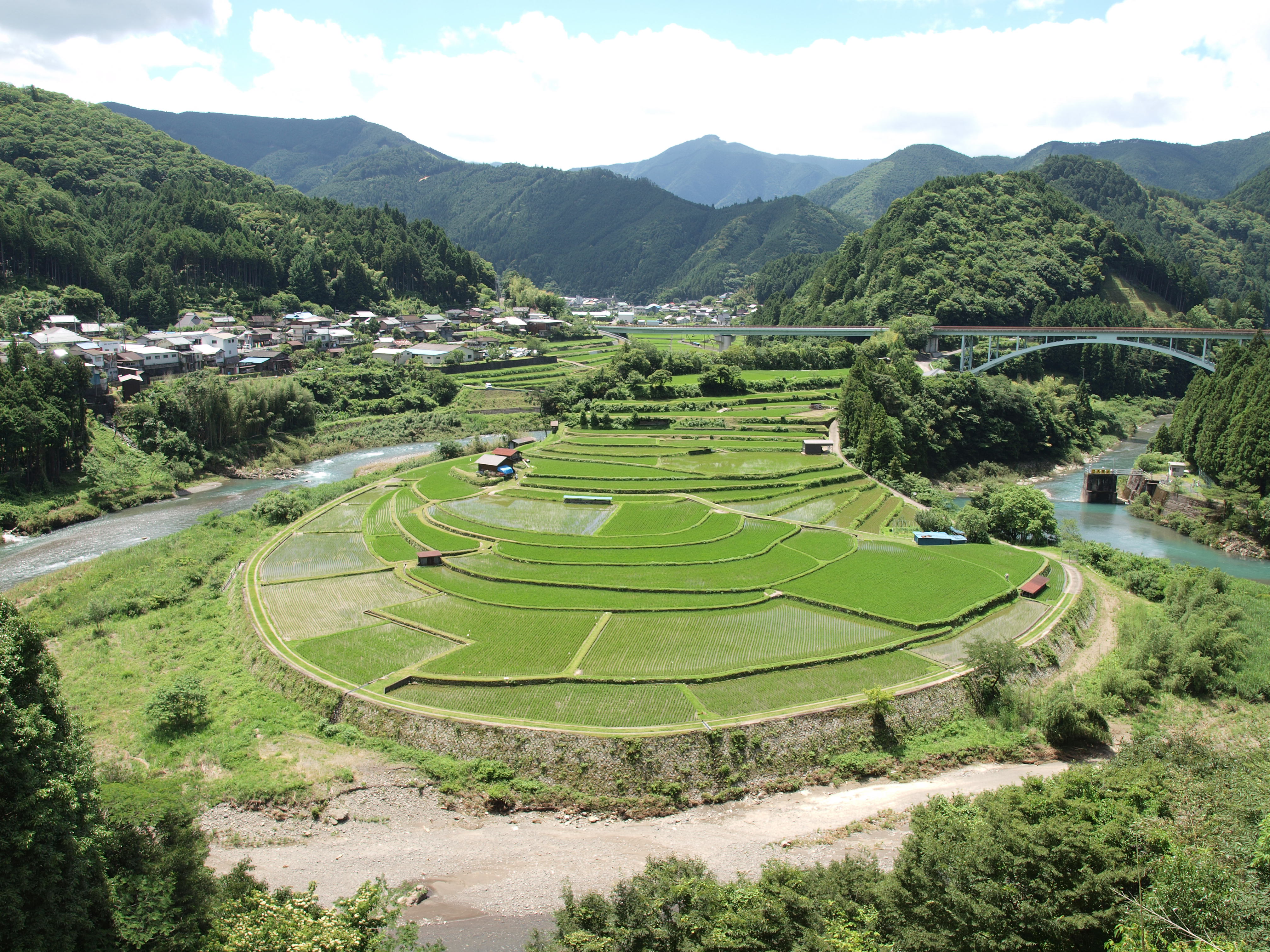
あらぎ島、2011年6月撮影。有田川は東（画面左側）から北（手前）を経て、西（右側）へ流れている。

## 形成

### 蛇行する1本の河川の侵食による段丘面
河岸段丘の発達が見られる中流域などにおいて、蛇行する形で流路が安定した場合、侵食が進むと、その時点における水面から相当の比高をもつ平坦面が、三方を川に取り巻かれるような形で形成されることがある。こうした地形を「舌状台地」と称することがあり、有田川によって形成された和歌山県のあらぎ島や、雄物川に三方を囲まれた秋田県大仙市の小種地区、長野県中野市の琵琶島遺跡がある大日影地区も千曲川の蛇行によって形成された舌状台地である。

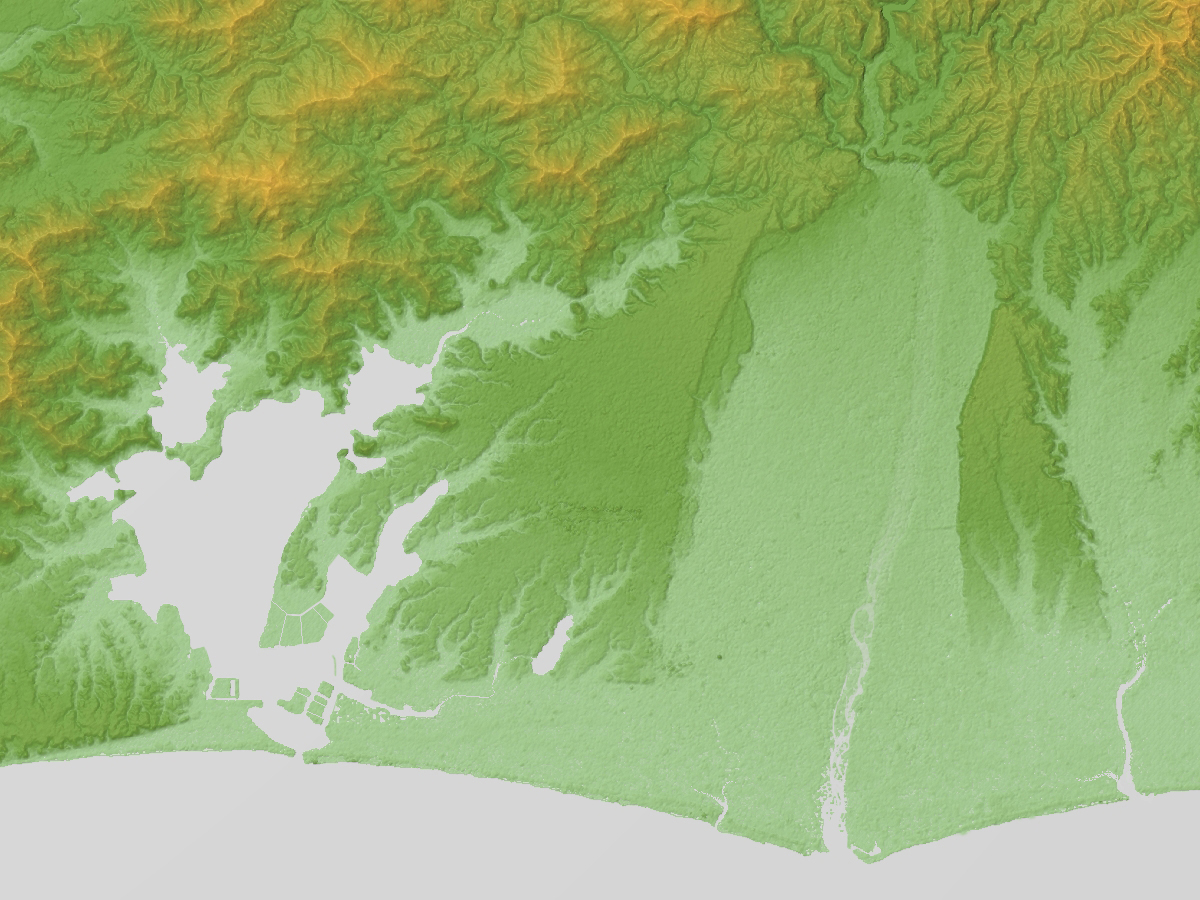
静岡県西部のレリーフ・マップ。浜名湖と天竜川の間に三方原台地、天竜川の東に磐田原台地が広がっており、それぞれ南端部に舌状台地が見られる。

### 複数の河川に侵食された台地の縁辺部
台地、特にいわゆる洪積台地が平地に臨む縁辺部で、ほぼ同じ方向に並行する複数の河川がある場合、侵食が進むと二つの河川の間に、侵食を免れた細長く伸びた台地が残ることとなる。静岡県西部の三方原台地や磐田原台地の南端においても、同様に天竜川に並行する中小河川によって形成された舌状台地が発達している。
武蔵野台地の東端、JR山手線の沿線を例にとると、北東から南西へ、上野台地、本郷台地、小石川・目白台地、神田川を挟んで、牛込台地、四谷・麹町台地、赤坂・麻布台地、渋谷川を挟んで、芝・白金台地となりその南東端を目黒川が流れる形で7つの舌状台地が並んでいると説明される。

### 火山噴出物によって形成された台地
溶岩流、火砕流など、もっぱら火山噴出物の流出によって形成された台地は、侵食を受ける前の時点で舌状の形状となる。
例えば、大分県の万年山の北西の麓にある溶岩台地は、「舌状の台地」と表現されることがある。
大規模な現象を指す例では、第三紀末に東北地方の脊梁山脈に沿って形成された火山フロントからの大規模火砕流によって形成されたとされる青森県から岩手県、宮城県を経て福島県まで広がっている溶結凝灰岩からなる地層が、「舌状台地」と表現されることがある。

## 歴史的利用
台地面と低地、また多くの場合、高燥地と低湿地の両方への利便性がある台地縁辺部では、しばしば縄文時代や弥生時代の遺跡などが見出される。また三方で低地に臨み、崖など斜面で囲まれた舌状台地には、中世以降、城郭が構えられることもよくあった。

### 遺跡
自然環境への依存が大きかった時代に、人間の居住に有利な条件があった場所には、いくつもの時代の遺物、遺構が出土する複合遺跡が遺されることになるが、舌状台地にはそうした事例がしばしば見出される。例えば、東京都東久留米市の下里本邑遺跡は、旧石器時代から平安時代に至る複合遺跡であり、長野県中野市の枇杷島遺跡は、縄文時代初期から平安時代に至る複合遺跡である。
他方では、特定の時代の遺跡とされるものもあり、例えば岩手県北上市の北上川沿いにある八天遺跡は、繩文時代中期末から後期中頃にかけての大規模な集落跡であり、山梨県南アルプス市の六科丘遺跡は、弥生時代終末から古墳時代初期の遺跡である。
北海道苫小牧市の静川遺跡では、舌状台地を囲むように環濠が設けられており、日本国内では類例がない特徴となっている。
海岸に近い舌状台地の中には、縄文海進の時期に海に臨む半島状の地形となっていたところもあり、そのような場所では貝塚が発達した。北海道伊達市の北黄金貝塚には、舌状台地上の集落跡とともに、時期によって変化した海岸線の位置を記録する5か所の貝塚が確認されている。千葉県千葉市若葉区の花輪貝塚は、縄文時代後期前半の大規模環状貝塚として知られている。

### 城郭
舌状台地の先端部に城郭を設ける事例は各地に見られ、平山城として言及される。
舌状台地の先端部に城郭を構える場合、台地面につながる部分には空堀を設けるのが一般的であった。例えば、青森県中泊町の中里城遺跡では、もともと古代の集落があった場所に、空堀などが施されて中世の城館となった。東京都調布市の深大寺城は、野川と沼地を三方にもち、西側の台地につながる部分に空堀を設けた連郭式縄張の中世城郭であった。また、現在の千葉県市原市にあった椎津城は、台地側に3条の空堀を設けていた。